# شهدای کومپین

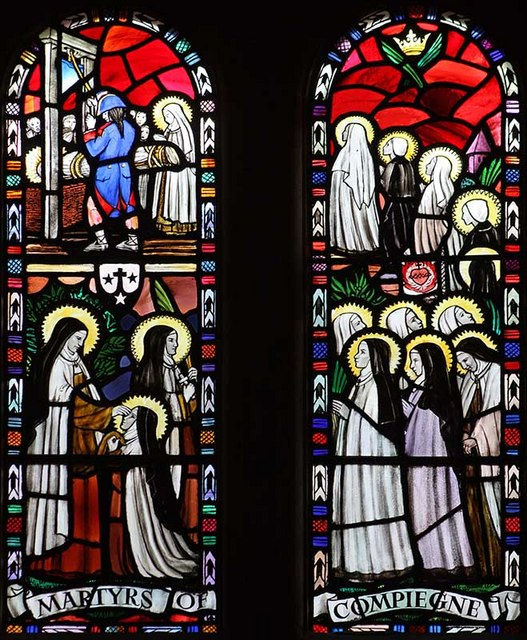
کلیسای کومپین (Vitrall a l'Our Lady of Mount Carmel Church) کویدنهام، نورفولک

ده روز پس از مرگ آنها، ماکسیمیلیان روبسپیر اعدام شد و به سلطنت وحشت (ترور) پایان داد. شهدای کمپیژن، که اولین قربانیان انقلاب فرانسه هستند به عنوان مقدس شناخته می‌شوند، و ممکن است «در به‌وجود آوردن پایان وحشت انقلاب را به کمک کرده باشند» و پایان سلطنت ترور را تسریع کنند. خواهران در سال ۱۹۰۶ تجلیل شدند. روز جشن آنها ۱۷ ژوئیه است.
در زمان دستگیری سه خواهر از اجتماع دور بودند و به همین دلیل به همراه دیگران اعدام نشدند. بعداً یکی از این موارد، مریم از تجسم (فرانسوا ژانو فیلیپ)، روایتی از شهادت را نوشت، تاریخچه راهبه‌های کارملی کمپیژن، که در سال ۱۸۳۶ منتشر شد. از داستان شهدای کومپین یک فیلم تولید نشده، یک نمایشنامه و یک اپرا الهام شده‌است. در سال ۱۹۳۱، گرترود فون لو فورت، نویسنده آلمانی، دانشجوی ارنست TROELTSCH و متدین به کاتولیک، از این تاریخ استفاده کرد تا رمانی بنام «آواز در داربست» بنویسد، از دید شخصیت خیالی «بلانش دو لا فورس» اشراف جوانی که از ترس او را آزار داده‌است، و به دنبال صلح در صومعه است. " ریموند-لئوپولد بروکربرگ دومنیکن فرانسوی و فیلیپه آگوستینی فیلمبردار فیلم فیلمی را براساس این رمان ساختند و در سال ۱۹۴۷ ژرژ برنانوس را ترغیب کردند که انرا را بنویسد. این فیلم هرگز تولید نشد، اما متن نوشته برنانوس به عنوان نمایشی روی صحنه رفت که در سال ۱۹۵۱ در زوریخ به نمایش درآمد و در سال بعد ۳۰۰ اجرا شد. آهنگساز فرانسوی، فرانسیس پولنک، مأمور نوشتن باله ای بر اساس گفتگوهای برنانوس برای لا اسکالا و کازا ریکوردی شد، اما او به جای آن اپرایی با عنوان گفتگوهای کارملیت‌ها نوشت. از سال ۲۰۱۹، اپرای متروپولیتن ۵۹ بار اجرا شده‌است، ابتدا به زبان انگلیسی، سپس به زبان اصلی فرانسه، از زمان اکران در ۱۹۷۷، به مخاطبان فروخته شده.
در سال ۱۷۹۴، پس از شروع ترور، دولت به مدت دو روز در آپارتمان‌های خواهران جستجو کرد. آنها نامه‌هایی یافتند که «جنایات» آنها علیه انقلاب را نشان می‌داد، که شامل خصومت با انقلاب، همدردی شدید با سلطنت ، و شواهدی مبنی بر ادامه زندگی آنها به عنوان جامعه ای از زنان مسیحی تقدس شده بود. آنها همچنین دو نامه یافتند با عنوان «بدبخت» نوشتهی مولوت دو لا مناردیر به پسر عموی خود، خواهر فراسیا با مفهوم بی عیب و نقص نوشتن، که حاوی انتقادهای نامطلوب انقلاب بود. مولوت متهم شد که به آنها کمک کرده و کشیشی غیرقانونی است، با اینکه متأهل بود، و با خواهران دستگیر و زندانی شد. در ۲۲ ژوئن، خواهران و مولوت دستگیر و در صومعه سابق «بازدید» که در زندان زندانیان سیاسی در کومپیژن بود محبوس شدند. در ۱۰ ژوئیه ۱۷۹۴، آنها به زندان کنسیرجری پاریس منتقل شدند تا منتظر محاکمه شوند. خواهران در حالی که در زندان بودند سوگند مدنی خود را پس گرفتند.
خواهر ماری هنریتا در جریان دادرسی خود در ۱۷ ژوئیه ۱۷۹۴، که در آن هیچ مشاور حقوقی دریافت نکردند، سعی کردند دادستان را مجبور کند کلمه «متعصب»، یکی از اتهامات علیه آنها را تعریف کند. او وانمود کرد که معنای این کلمه را نمی‌داند، بنابراین او را وادار کردند اعتراف کند که متعصب بودن آنها به دلیل مذهب آنها است، که آنها را «جنایتکار و نابود کننده آزادی عمومی» ساخته‌است. مادر ترزا مسئولیت کامل اتهامات ضدانقلابی و متعصب مذهبی را به عهده گرفت و از بی گناهی دیگران دفاع کرد و اصرار ورزید. هر ۱۶ خواهر به همراه مولوت به اعدام محکوم شدند. در یک لحظه، هنگامی که منتظر حمل و نقل از دربانخانه به محل اعدام آنها بودند، یکی از راهبه‌ها، خواهر سنت لوئیس، پس از مشورت با مادر ترزا، یک پارچه خزدار را که متعلق به او بود، با یک فنجان شکلات برای خواهران داد زیرا بعد از ان قادر به خوردن چیزی در طول روز نیستید، پس می‌توانستند از اه بخورند. بین دستگیری و اعدام آنها ۲۶ شب وجود داشت.
- مادر ترزا از سنت آگوستین، پیش‌کسوت (مادلن-کلودین لدوین). متولد پاریس، ۲۲ سپتامبر ۱۷۵۲. در ماه مه ۱۷۷۵ اظهار نظر کرد. وی تنها فرزند کارمند رصدخانه پاریس بود. به گفته بوش، «او از هر مزیت آموزشی در دسترس خانم‌های جوان آن زمان برخوردار بود».[۹] هدایای هنری و شاعرانه وی تزکیه شده بود. برخی از کارهای وی در کارمل‌های کومپین و سانس حفظ شده‌است. مهریه او برای ورود به صومعه توسط ماری آنتوانت پرداخت شده‌است.
- مادر سنت لوئیس، پیش‌کسوت (عروس ماری آنه یا آنتوانت). در بلفورت، ۷ دسامبر ۱۷۵۲ متولد شد. در سپتامبر ۱۷۷۱ استاد شد. پدرش یک سرباز حرفه ای بود، احتمالاً در دوره ای از زندگی حرفه ای خود در کمپیگن مستقر بود.[۱۰]
- مادر هنریت عیسی، پیش‌کسوت دو دوره، که توسط جامعه در سالهای ۱۷۷۹ و ۱۷۸۲ انتخاب شد. معشوقه تازه‌کار (ماری-فرانسوا گابریل دو کرواسی). متولد پاریس، ۱۸ ژوئن ۱۷۴۵. در فوریه ۱۷۶۴، از سال ۱۷۷۹ تا ۱۷۸۵ به عنوان پرفسور پیشگام شد. مادر هنریت خواهرزاده بزرگ ژان باتیست کولبرت وزیر پادشاه لوئی چهاردهم بود. او قبلاً در زمان شهادت نیمی از زندگی خود را به عنوان کارملی سپری کرده بود، در حالی که ۱۶ ساله بود به کمپیگن آمد. در آن زمان به دلیل جوانی توسط خانم پیشگویی از ورود منصرف شد. وی یک سال دیگر به خانه آمیان اعزام شد و سرانجام در سال ۱۷۶۴ وظیفه خود را انجام داد.[۱۱] به گفته مادر ترزا، هنریت «همانند یک مادر واقعی» با لطافت و محبت طبیعی خود همه قلب‌ها را به دست آورد.[۱۲] مانند مادر ترزا، هنریت نیز آیاتی می‌نوشت و هنرمندی با استعداد بود. برخی از آثارش در کارمل‌های کومپین و سانس نیز حفظ شده‌است.
- خواهر مریم عیسی مصلوب (ماری آن پیکورت). متولد ۱۷۱۵، اعتراف ۱۷۳۷. به گفته نویسنده جان بی وین رایت، هنگام نصب داربست وی گفت: «من از همان‌طور که از صمیم قلب از خدا می‌خواهم مرا ببخشد، شمارا می‌بخشم.».
- خواهر شارلوت رستاخیز، پیش‌کسوت سابق (۱۷۶۴ و ۱۷۷۸) و ساکرستان (آن-ماری-مادلین توره). متولد مووی، ۱۶ سپتامبر ۱۷۱۵. اوت ۱۷۴۰ را اعتراف کرد. خواهر شارلوت بزرگترین خواهر گروه شهدا بود. او «دارای ذهنی کاملاً سرزنده» بود و «به‌طور طبیعی روی خوش‌بینی داشت».[۱۳] پدرش در اوایل زندگی درگذشت. مادرش دوباره ازدواج کرد، اما خواهر شارلوت از ناپدری خود کینه ورزید. وی پس از مشاهده فاجعه‌ای در یکی از توپ‌هایی که در زمان یک دختر جوان حضور داشت، وارد زندگی مذهبی شد. او علی‌رغم خسارتی که به بدن خودش وارد کرد، از راهبه‌های بیمار دیگر پرستاری کرد. او پس از قرار گرفتن در معرض سم در معرض سرب به‌طور معجزه آسایی بهبود یافت و باعث شد وی به مدت دو سال از نظر شناختی دچار نقص جدی شود.[۱۴]
- خواهر فراسیا از مفهوم بی عیب و نقص (ماری-کلود سایپرین). متولد ۱۷۳۶ در بورث. اعتراف در سال ۱۷۵۷؛ در سال ۱۷۵۶، در سن ۲۰ سالگی وارد کومپین شد. او، شوخ‌طبع و «دارای جذابیت بیرونی انکارناپذیری» بود.[۱۵] خواهر اوفراسیا برای هدایت معنوی کشیش‌ها و دیگران را در زندگی مذهبی نوشت و در طی ۳۰ سال حضور در جامعه «مکاتبات گسترده‌ای را به جا گذاشت».[۱۶] نامه‌های او نشان می‌دهد «یک شخصیت قوی مبتلا به یک بی‌قراری خاص، چیزی است که همیشه به‌طور بالقوه در یک جامعه مخفی مشکل ساز است».
- خواهر ترزا از قلب مقدس مریم (ماری-آنتونیت هانیست). در سال ۱۷۴۰ یا ۱۷۴۲ در ریمز متولد شد. در سال ۱۷۶۴ اعتراف کرد. او دختر زین ساز بود. او بعنوان خواهر داخلی کارمل خدمت می‌کرد و کالاهای مورد نیاز انجمن را از بیرون کلیسا دریافت می‌کرد.[۱۷]
- خواهر جولی لوئیز از عیسی، بیوه (رز-چریتین دو لا نوویل). در سال ۱۷۴۱ در لورو (یا اورو) متولد شد. احتمالاً در سال ۱۷۷۷ استاد شد. او علی‌رغم دعوت به زندگی مذهبی با پسر عمویش ازدواج کرده بود. شوهرش پس از مرگ زودرس، آنقدر افسرده و دلگیر شد، عزاداری عمیقی کرد، تا حدی که خانواده اش از عقل او ترسیدند. او از یک روحانی مرتبط با خانواده خود کمک گرفت و با احساس جدیدی از تماس خود بهبود یافت. او پنج بیت شعر برای خود و خواهرانش نوشت تا هنگام آماده شدن برای مرگشان تلاوت کنند.[۱۸]
- خواهر ترزا از سنت ایگناتیوس (ماری-گابریل ترزل) متولد کمپیژن، ۴ آوریل ۱۷۴۳. در سال ۱۷۷۱ اعتراف کرد. او بومی کمپیژن بود. او را «عارفی با احساس مطلق» می‌نامیدند.[۱۹]
- خواهر مری-هنریتا از پراویدنس (آن پتراس). متولد کاخارک، ۱۷ ژوئن ۱۷۶۰. در اکتبر ۱۷۸۶ اعتراف کرد. خواهر مری-هنریتا، قبل از پیوستن به دستور کارملیتی، یکی از اعضای خواهران خیریه انورس بود. او می‌ترسید از این که «زیبایی طبیعی او ممکن است خطری باشد در جماعتی که او دائماً در معرض دنیای خارج قرار می‌گرفت»،[۲۰] بنابراین او به دنبال یک زندگی مخفی‌تر بود. او از یک خانواده بزرگ و پارسا بود. پنج خواهر او نیز به دستور نورس راهبه بودند و دو برادر او کشیش بودند.
- خواهر کنستانس سنت دنیس، تازه‌کار (ماری-ژنوویون مونیر). متولد سنت دنیس، ۲۸ مه ۱۷۶۵ یا ۱۷۶۶. خواهر کنستانس جوانترین عضو جامعه بود. به دلیل قوانین انقلابی که این قانون را غیرقانونی اعلام کرده بود، از انجام نذورات نهایی به عنوان راهبه منع شد، بنابراین قبل از مرگ به مادر ترزا استناد کرد.[۲۱] هنگامی که برای خانواده اش روشن شد که او قادر به ادای نذر خود نیست، آنها برادرش را فرستادند تا او را مجبور به بازگشت به خانه کند. او نپذیرفت، بنابراین پلیس را وارد کرد، اما آنها متقاعد شدند که او به انتخاب خود او در کمپین است و او را مجبور به ترک کردن با برادرش نکردند.[۲۲]